# Obdurodon
Obdurodon is een geslacht van uitgestorven vogelbekdieren. De soorten uit dit geslacht leefden in het Laat-Oligoceen en Mioceen op het Australische continent.

## Soorten
Er zijn drie soorten beschreven: 
- Obdurodon insignis - Laat-Oligoceen, Tirariwoestijn
- Obdurodon dicksoni - Vroeg- tot Midden-Mioceen, Riversleigh
- Obdurodon tharalkooschild - Midden-Mioceen, Riversleigh

## Kenmerken
Uiterlijk leek Obdurodon sterk op het hedendaagse vogelbekdier. Bij volwassen dieren bleven de kiezen echter aanwezig, in tegenstelling tot bij volwassen vogelbekdieren. Obdurodon was ook groter dan het hedendaagse vogelbekdier. O. dicksoni werd ongeveer zestig centimeter lang. Het formaat van O. tharalkooschild, slechts bekend van een losse kies, wordt geschat op een meter. Obdurodon voedde zich vermoedelijk met larven van insecten, schaaldieren en mogelijk kleine gewervelden zoals kikkers en vissen.